# Esep (riu)
L'Esep és un riu, una divinitat fluvial, mencionat a la Ilíada. i a la Teogonia d'Hesíode, així com en alguna altra obra clàssica posterior. Està situat a la Tròada, al vessant oest del mont Ida, i és un dels vuit rius que flueixen des d'aquest darrer fins al mar.

## Influència literària
La referència als teucres de Zelea, i al riu Esep, en el catàleg dels troians de la Ilíada, està citada, de forma descontextualitzada, en el conte El Inmortal, de l'escriptor argentí Jorge Luis Borges, que constitueix, entre altres coses, un enigmàtic homenatge a Homer. En el referit relat, el narrador repeteix obsessivament, en ple deliri: "Los ricos teucros de Zelea, que beben el agua negra del Esepo".